# Zmeïnogorsk
Zmeïnogorsk (en russe : Змеиногорск) est une ville du kraï de l'Altaï, en Russie. Sa population s'élevait à 10 617 habitants en 2014.

## Géographie
Zmeïnogorsk est située sur les rivières Korbolikha et Zneïevka, à 267 km au sud-ouest de Barnaoul.

## Histoire
Zmeïnogorsk a été fondée en 1736, après la découverte en 1735 de mines d'argent. Son nom vient des montagnes aux serpents (Zmei) alentour. On construisit une forteresse en 1757, afin de protéger le bourg et son minerai. Les restes d'un bastion et deux canons sont encore visibles aujourd'hui. Pendant un siècle, la ville se tourne vers l'extraction de l'argent et de l'or. Un certain nombre de scientifiques fit le voyage jusqu'à Zmeïgorosk, afin de visiter ses mines et d'améliorer les procédés d'extraction, ou bien pour étudier la faune et la géographie des environs, comme Johann Georg Gmelin, Peter Simon Pallas, Alexander von Humboldt, Karl Friedrich von Ledebour, Alfred Edmund Brehm, etc.
Cependant au cours du XIXe siècle, le minerai s'épuise, l'extraction cesse en 1871 et la fonderie ferme en 1894. En 1903, la mine est donnée en concession à la firme autrichienne Thurn und Taxis. En 1914, on ouvre une fabrique de liqueurs et de spiritueux. La ville est alors un petit centre commercial et artisanal.
En 1935, on découvre d'autres mines polymétalliques et l'extraction recommence de 1941 à 1967. Zmeïnogorsk reçoit le statut de commune urbaine en 1943 et celui de ville en 1952.

## Population
Recensements (*) ou estimations de la population
| 1897* | 1959*  | 1970*  | 1979*  | 1989*  |
| ----- | ------ | ------ | ------ | ------ |
| 7 378 | 13 774 | 11 432 | 10 605 | 12 232 |

| 2002*  | 2010*  | 2012   | 2013   | 2014   |
| ------ | ------ | ------ | ------ | ------ |
| 11 625 | 10 955 | 10 852 | 10 782 | 10 617 |